# 石泉站
石泉站位于湖南省邵阳市新邵县坪上镇，是沪昆铁路上的车站。车站由广州局集团娄底车务段管辖，办理专用铁路货运作业，主要到发品为煤炭、矿建发送和木材。车站另驻有娄底工务段冷东线路车间石泉线路工区等单位。
原湘黔铁路于新邵县境内里程全长8.1千米，1959年12月开工，1961年建成。1968年于县境内设石泉站，1972年正式开办客货运业务:524。当时站内设3条股道、建有办公房和住宅两栋300平方米。另外车站设有通往湖南省煤业集团金竹山矿业坪上煤矿的专用线，全场8.8千米，1967年建成通车:397。1996年车站新建面积180的行车室和7层住宅楼各1栋，1998年又在株六复线工程中扩建站场规模:388。